# KissAnime
KissAnime war eine Video-on-Demand-Webseite, die 2012 online ging und im Zuge der Verschärfung des japanischen Urheberrechts im August des Jahres 2020 vom Netz genommen wurde. Die Seite war vor allem im englischsprachigen Raum bekannt. Allein in den Vereinigten Staaten gehörte KissAnime im Jahr 2017 zu den 250 meistbesuchten Seiten. KissAnime und KissManga waren beides Teil einer größeren Gruppe von „Kiss“-Websites, die unterschiedlichste Arten von Medien illegal zur Verfügung stellen.
Die Seite bot Anime-Fernsehserien und Anime-Kinofilme in Originalsprache mit englischen Untertiteln bzw. mit englischer Synchronisation zum illegalen Download an. Dabei wurden sowohl Videodateien von legalen Streaming-Diensten als auch Fansubs auf KissAnime hochgeladen und eingebettet. KissAnime war eine Schwester-Seite der ebenfalls illegalen Internetseite KissManga, die zeitgleich abgeschaltet wurde. KissAnime wurde als eine der weltweit größten Streaming-Seiten für Anime beschrieben. Ernesto Van Der Sar schrieb in einem Beitrag für den Blog TorrentFreak, dass die Seiten abermillionen Besucher hatten und KissAnime dabei die meistbesuchte Piraterie-Seite der Welt gewesen war. KissManga hatte im Juli 2020 ca. 35 Millionen Seitenbesucher.
Am 14. August 2020 wurde bekanntgegeben, dass sowohl KissAnime als auch die Schwesterseite KissManga im Zuge der Verschärfung des japanischen Anti-Piraterie-Gesetzes abgeschaltet wurden. KissAnime ging im Jahr 2012 mit der Top-Level-Domain .com online und startete im Jahr 2016 eine Domain mit der Endung .ru. Im Jahr 2017 war die Seite Ziel einer Subpoena, die durch das Unternehmen FUNimation in den Vereinigten Staaten eingeleitet wurde. In Australien war die Seite seit 2018 nicht mehr abrufbar.
Laut des weltweiten Alexa-Rankings lag KissAnime zuletzt auf Platz 531. Ein Urteil des EUGH im April des Jahres 2017, welches zugunsten der Urheberrechtsinhaber ausging, bestätigte, dass sowohl der Besuch der Seite als auch die Nutzung des Angebots von derartigen Seiten wie KissAnime illegal sind, da die Inhalte ohne Einverständnis der Rechteinhaber zugänglich gemacht werden. Nutzer liefen zudem Gefahr, durch die eingeblendeten Werbeanzeigen auf virenverseuchte Internetseiten weitergeleitet zu werden.
Die Betreiber von KissAnime brachten zudem eine App für Android- und iOS-Geräte heraus. Es existieren allerdings diverse Mirrorseiten, auf die noch zugegriffen werden kann.

## Reaktionen
In den letzten sechs Monaten vor der Abschaltung der Internetseite hatte KissAnime 95 Millionen verzeichnete Seitenbesuche. Davon wurden etwa 26,5 Prozent in den Vereinigten Staaten verzeichnet mit den Philippinen und Indien auf den Plätzen zwei und drei folgend mit etwa 12,6 bzw. 5,8 Prozent Anteil. Vor allem im ostasiatischen Raum und Indien gaben ein Großteil der Fanszene an, dass sie nicht mit einer Abschaltung der Internetseiten einverstanden sind. Dies werde mit dem limitierten Angebot auf legalem Wege Anime und Manga zu konsumieren in Zusammenhang gebracht. So sind vom Crunchyroll-Katalog, der mehr als 1.000 Titel umfasst, in Indien lediglich 120 abrufbar; bei Netflix seien es 160 und bei Prime Video ungefähr 30 Titel. In Südostasien hingegen sind auf dem Pay-TV-Sender Aniplus Asia ca. 250 Filme und Serien abrufbar; auf den YouTube-Kanälen von Ani-One und Muse Asia zusammen gerechnet weitere 100.
Aleksandra Olszar schrieb in ihrem Beitrag auf Gamereactor, dass KissAnime trotz der Illegalität, für zahlreiche Fans die bessere Alternative zu vielen legalen Streaming-Seiten darstellte und machte dies am Beispiel der beiden größten legalen Anbieter Crunchyroll und Funimation fest. Während Funimation Content mittels Geoblocking für Seitenbesucher außerhalb Nordamerikas nicht aufrufbar mache, bietet Crunchyroll seine Medien in verschiedenen Ländern in der ganzen Welt an, wobei sich das Angebot von Land zu Land teilweise radikal unterscheide. Olszar hofft, dass sich zukünftig neue legale Plattformen gründen und das Angebot nicht regional eingeschränkt werde, da dies die Fanszene abermals auf illegale Streaming-Seiten treiben könnte.